# John Evans Atta Mills
John Evans Atta Mills (n. 21 iulie 1944, Tarkwa, d. 24 iulie 2012, Accra) a fost președinte al statului Ghana.
1. 1 2   https://www.bbc.com/news/world-africa-18972107, accesat în 24 iunie 2023 Lipsește sau este vid: |title= (ajutor)
2. ↑   https://www.britannica.com/biography/John-Evans-Atta-Mills Lipsește sau este vid: |title= (ajutor)
3. ↑   https://mobile.ghanaweb.com/person/John-Evans-Atta-Mills-137 Lipsește sau este vid: |title= (ajutor)